# Interglacjał eemski
Interglacjał eemski (interglacjał Riss/Würm, ostatni interglacjał, Eemian) – interglacjał poprzedzający ostatnie zlodowacenie w plejstocenie, poprzedzony zlodowaceniem środkowopolskim. W tabelach stratygraficznych czwartorzędu odpowiada mu przedział czasu pomiędzy 132–115 tys. lat wstecz. Na krzywej izotopowotlenowej interglacjał eemski sensu stricto to substadium 5e (ang. Marine Isotope Stage 5e). 
W ujęciu globalnym temperatura powietrza interglacjału eemskiego była średnio od 1 do 2 stopni Celsjusza wyższa od klimatu holocenu, zaś udział dwutlenku węgla w atmosferze był na poziomie około 280 części na milion. 